# Ardgay
Ardgay är en ort i Storbritannien.   Den ligger i kommunen Highland och riksdelen Skottland, i den norra delen av landet, 800 km norr om huvudstaden London. Ardgay ligger 13 meter över havet och antalet invånare är 496.
Terrängen runt Ardgay är huvudsakligen kuperad, men den allra närmaste omgivningen är platt. Ardgay ligger nere i en dal. Runt Ardgay är det mycket glesbefolkat, med 2 invånare per kvadratkilometer. Närmaste större samhälle är Tain, 19,6 km öster om Ardgay. I omgivningarna runt Ardgay växer i huvudsak blandskog.